# Aeroportul Municipal Dubois
Aeroportul Municipal Dubois (IATA: DBS, FAA LID: U41) este un aeroport din Idaho, Statele Unite ale Americii ce deservește zona Dubois. A fost numit după zona deservită.
Situat la o altitudine de 1.561 m, aeroportul dispune de 1 pistă.

## Infrastructură

### Piste
Aeroportul dispune de o singură pistă. Pista 16/34 are dimensiunile 4.600 picioare × 100 picioare. 